# 鈴木鏡規謙
鈴木 鏡規謙（すずき みきのり、1982年5月25日 - ）は、日本のアニメーション監督、コンテンツプロデューサー、NFTプロデューサー

## 来歴
神奈川県川崎市出身。2011年に独立。2018年10月ロジックボックスピクチャーズの代表取締役に就任。 
CGを使用した映像、アニメーション制作を得意とし、TVアニメ「ひもてはうす」ではアニメーション監督を担当。AI、ブロックチェーン、NFT、メタバースなどを使用したコンテンツ制作の最前線で活動を行っている。 
そのほかブロックチェーン、NFTを用いた証明書、ファンコミュニティ運営などのプラットフォーム「Framo」、生成AIを実践的に学ぶことができるオンラインスクール「AIキャリア育成アカデミー」をChatGPTを用いて開発、運営を行っている 

## 主な作品
- ひもてはうす（CG・アニメーション監督、2018年）
- こめかみっ！ガールズ（監督、2025年）

## 登壇歴
- 2019年　Microsoft「3Dアニメスタジオを作ろう」登壇[1]
- 2019年　VTuber 國際論壇(Vtuber国際フォーラム)基調講演[2]
- 2024年　渋谷WEB3大学 「ChatGPT × NFTではじめる スマートコントラクト -入門編-」[3]